# Лидшьопинг (община)
Община Лидшьопинг (на шведски: Lidköpings kommun) е разположена в лен Вестра Йоталанд, югозападна Швеция с обща площ 1378 km2 и население 38 414 души (към 31 декември 2013). Административен център на община Лидшьопинг е едноименния град Лидшьопинг.